# James Carter (atleta)
James Carter (Baltimora, 7 maggio 1978) è un ex ostacolista statunitense.

## Palmarès
| Anno | Manifestazione  | Sede     | Evento   | Risultato | Prestazione | Note                          |
| ---- | --------------- | -------- | -------- | --------- | ----------- | ----------------------------- |
| 2000 | Giochi olimpici | Sydney   | 400 m hs | 4º        | 48"04       | Miglior prestazione personale |
| 2004 | Giochi olimpici | Atene    | 400 m hs | 4º        | 48"58       |                               |
| 2005 | Mondiali        | Helsinki | 400 m hs | Argento   | 47"43       | Miglior prestazione personale |
| 2007 | Mondiali        | Osaka    | 400 m hs | 4º        | 48"40       |                               |